# جاستن فيتزباتريك
جاستن فيتزباتريك (بالإنجليزية: Justin Fitzpatrick) هو لاعب اتحاد الرغبي بريطاني، ولد في 21 نوفمبر 1973 في تشيتشستر في المملكة المتحدة.

## وصلات خارجية
- جاستن فيتزباتريك على موقع دوري الرغبي الممتاز (الإنجليزية)
- جاستن فيتزباتريك عل موقع إسبنسكروم (الإنجليزية)
- جاستن فيتزباتريك على موقع ItsRugby.co.uk (الإنجليزية)